# Ka'alieena Bien
Ka'alieena Bien (* 29. Oktober 2004) ist eine Leichtathletin von den Marshallinseln, die sich auf den Sprint spezialisiert hat.

## Sportliche Laufbahn
Erst Erfahrungen bei internationalen Meisterschaften sammelte Ka'alieena Bien im Jahr 2022, als sie dank einer Wildcard im 100-Meter-Lauf bei den Weltmeisterschaften in Eugene startete und dort mit 14,71 s in der ersten Runde ausschied.

## Persönliche Bestleistungen
- 100 Meter: 14,71 s (+0,8 m/s), 16. Juli 2022 in Eugene